# Lubogoszcz (przystanek kolejowy)
Lubogoszcz – nieistniejący przystanek osobowy w Lubogoszczy w Polsce, w województwie zachodniopomorskim, w powiecie szczecineckim, w gminie Grzmiąca.